# Persone di nome Israel
| Questa pagina contiene informazioni ricavate automaticamente dalle voci biografiche con l'ausilio del template Bio e di un bot. L'aggiornamento è periodico e automatico e ricostruisce completamente la pagina. Se manca una persona in questa lista, sei pregato di non aggiungerla, ma accertati piuttosto che la sua voce biografica contenga il template Bio e che i dati anagrafici siano correttamente compilati. Se il template Bio manca, inseriscilo tu stesso o, in alternativa, metti l'avviso {{tmp\|Bio}} che ne segnala la mancanza. Se i dati riportati sono sbagliati, correggi direttamente la voce biografica; le modifiche saranno visibili in questa lista entro pochi giorni. Per chiarimenti vedi il progetto antroponimi. La lista contiene solo le 63 persone che sono citate nell'enciclopedia e per le quali è stato implementato correttamente il template Bio. Pagina aggiornata al 22 lug 2025. |

Questa è una lista di persone presenti nell'enciclopedia che hanno il nome Israel, suddivise per attività principale.

## Allenatori di calcio(3)
- Israel Blake Cantero, allenatore di calcio e ex calciatore cubano (L'Avana, n. 1967)
- Israel Damonte, allenatore di calcio e ex calciatore argentino (Salto, n. 1982)
- Eli Guttman, allenatore di calcio e dirigente sportivo israeliano (n. 1958)

## Allenatori di pallacanestro(1)
- Israel González, allenatore di pallacanestro spagnolo (Torrelavega, n. 1975)

## Archeologi(1)
- Israel Finkelstein, archeologo israeliano (Petah Tiqwa, n. 1949)

## Artisti marziali misti(1)
- Israel Adesanya, artista marziale misto, kickboxer e ex pugile nigeriano (Lagos, n. 1989)

## Assassini seriali(1)
- Israel Keyes, serial killer statunitense (Richmond, n. 1978 - Anchorage, † 2012)

## Attori(2)
- Israel Elejalde, attore spagnolo (Villaverde, n. 1973)
- Israel Rodríguez, attore spagnolo (Madrid, n. 1982)

## Attori teatrali(1)
- Israel Grodner, attore teatrale lituano (n. 1848 - Londra, † 1887)

## Biblisti(1)
- Israel Knohl, biblista e storico israeliano (n. 1952)

## Calciatori(14)
- Israel Bascón, ex calciatore spagnolo (Utrera, n. 1987)
- Israel Castro, ex calciatore messicano (Città del Messico, n. 1980)
- Israel Coll, calciatore argentino (Córdoba, n. 1993)
- Israel Donis, ex calciatore guatemalteco (Città del Guatemala, n. 1975)
- Israel Jiménez, ex calciatore messicano (Monterrey, n. 1989)
- Israel Krupp, calciatore norvegese (Oslo, n. 1908 - Sør-Fron, † 1991)
- Israel López, ex calciatore messicano (Città del Messico, n. 1974)
- Israel Luna, calciatore messicano (San Luis Potosí, n. 2002)
- Israel Poblete, calciatore cileno (Santiago, n. 1995)
- Israel Puerto, calciatore spagnolo (El Viso del Alcor, n. 1993)
- Israel Reyes, calciatore messicano (Autlán de Navarro, n. 2000)
- Israel Rodríguez Soriano, ex calciatore ecuadoriano (Guayaquil, n. 1960)
- Israel Salazar, calciatore spagnolo (Badajoz, n. 2003)
- Israel Sesay, ex calciatore sierraleonese (Freetown, n. 1990)

## Cantanti(1)
- Israel Kamakawiwo'ole, cantante e musicista statunitense (Honolulu, n. 1959 - Honolulu, † 1997)

## Cantautori(1)
- Israel Nash, cantautore statunitense

## Cestisti(4)
- Israel Elimelech, ex cestista israeliano (Holon, n. 1960)
- Israel Machado Campelo Andrade, ex cestista brasiliano (Salvador, n. 1960)
- Israel Sheinfeld, ex cestista israeliano (Ramat Gan, n. 1976)
- Israel Tavil, ex cestista israeliano (n. 1933)

## Compositori di scacchi(1)
- Israel Schiffmann, compositore di scacchi russo (Odessa, n. 1903 - Chișinău, † 1930)

## Contrabbassisti(1)
- Cachao, contrabbassista cubano (L'Avana, n. 1918 - Coral Gables, † 2008)

## Drammaturghi(1)
- Israel Horovitz, drammaturgo e sceneggiatore statunitense (Wakefield, n. 1939 - New York, † 2020)

## Ebraisti(1)
- Israel Abrahams, ebraista inglese (Londra, n. 1858 - Cambridge, † 1925)

## Economisti(1)
- Israel Kirzner, economista e rabbino britannico (Londra, n. 1930)

## Fisiologi(1)
- Karl Asmund Rudolphi, fisiologo, zoologo e biologo svedese (Stoccolma, n. 1771 - Berlino, † 1832)

## Generali(2)
- Israel Putnam, generale statunitense (Danvers, n. 1718 - Brooklyn, † 1790)
- Israel Tal, generale israeliano (n. 1924 - Rehovot, † 2010)

## Giocatori di badminton(1)
- Israel Wanagalya, giocatore di badminton ugandese (n. 1998)

## Giocatori di calcio a 5(1)
- Israel Alves, ex giocatore di calcio a 5 portoghese (Porto, n. 1977)

## Giocatori di football americano(2)
- Israel Abanikanda, giocatore di football americano statunitense (New York, n. 2002)
- Israel Mukuamu, giocatore di football americano statunitense (Charlotte, n. 1999)

## Imprenditori(1)
- Israel Englander, imprenditore statunitense (New York City, n. 1948)

## Impresari teatrali(1)
- Israel Rosenberg, impresario teatrale e attore russo (Odessa, n. 1850 - † 1903)

## Incisori(1)
- Israel Silvestre, incisore, insegnante e editore francese (Nancy, n. 1621 - Parigi, † 1691)

## Matematici(1)
- Israel Nathan Herstein, matematico polacco (Lublino, n. 1923 - Chicago, † 1988)

## Pallavolisti(1)
- Israel Rodríguez, pallavolista spagnolo (Siviglia, n. 1981)

## Piloti motociclistici(1)
- Israel Escalera Sanchis, pilota motociclistico spagnolo (Villanueva de Castellón, n. 1983)

## Pittori(2)
- Israel Abramofsky, pittore russo (Kiev, n. 1888 - † 1975)
- Israele Tsvaygenbaum, pittore russo (Derbent, n. 1961)

## Politici(2)
- Israel Katz, politico israeliano (Ashqelon, n. 1955)
- Israel Pickens, politico statunitense (Concord, n. 1780 - Matanzas, † 1827)

## Rabbini(2)
- Ba'al Shem Tov, rabbino e mistico polacco (Podolia, n. 1698 - Medžybiž, † 1760)
- Israel Sarug, rabbino e mistico ottomano (Egitto)

## Rugbisti a 13(1)
- Israel Folau, ex rugbista a 13 e rugbista a 15 australiano (Sydney, n. 1989)

## Rugbisti a 15(1)
- Israel Dagg, ex rugbista a 15 neozelandese (Marton, n. 1988)

## Scacchisti(1)
- Al Horowitz, scacchista e giornalista statunitense (Brooklyn, n. 1907 - † 1973)

## Scrittori(2)
- Israel Joshua Singer, scrittore polacco (Biłgoraj, n. 1893 - New York, † 1944)
- Israel Zangwill, scrittore, drammaturgo e umorista inglese (Londra, n. 1864 - Midhurst, † 1926)

## Sollevatori(1)
- Israel Rubio, ex sollevatore venezuelano (Bachaquero, n. 1981)

## Storici(1)
- Israel Gutman, storico polacco (Varsavia, n. 1923 - Gerusalemme, † 2013)

## Velocisti(1)
- Israel Olatunde, velocista irlandese (Dundalk, n. 2002)